# Gido Berns
Egidius Emmanuel (Gido) Berns (Tilburg, 19 december 1939 − Brussel, 20 juli 2018) was een hoogleraar sociale wijsbegeerte aan Tilburg University.

## Biografie
Berns behaalde zijn licentiaatsexamen in de wijsbegeerte te Leuven in 1964. Hij promoveerde in 1976 aan de Katholieke Universiteit Leuven op Discours, tekst en economie. Hij werd een kenner van het werk van Jacques Derrida, werkte onder andere mee aan een bundel over Adam Smith, een bundel over Partijdige politiek. Filosofische opstellen over de rol van politieke partijen in de hedendaagse samenleving en een bundel opstellen voor zijn leermeester: De God van denkers en dichters. Opstellen voor Samuel IJsseling. Later schreef hij over Europa. Hij was hoogleraar sociale wijsbegeerte aan de Tilburgse universiteit, waar hij ook decaan was van de faculteit wijsbegeerte, en waar hij in 2004 met emeritaat ging waarbij hem een bundel opstellen werd aangeboden.
Prof. dr. E.E. Berns overleed in zijn woonplaats op 78-jarige leeftijd.